# Ґжмйонца (Білобжезький повіт)
Ґжмйонца (пол. Grzmiąca) — село в Польщі, у гміні Висьмежиці Білобжезького повіту Мазовецького воєводства.
Населення — 177 осіб (2011).
У 1975-1998 роках село належало до Радомського воєводства.

## Демографія
Демографічна структура станом на 31 березня 2011 року:
|          | Загалом | Допрацездатний вік | Працездатний вік | Постпрацездатний вік |
| -------- | ------- | ------------------ | ---------------- | -------------------- |
| Чоловіки | 100     | 20                 | 67               | 13                   |
| Жінки    | 77      | 12                 | 39               | 26                   |
| Разом    | 177     | 32                 | 106              | 39                   |